# Ангария
Анга́рия (лат. angaria, др.-греч. ἀγγαρεία) — государственная ямская повинность в Римской империи, Византии, средневековой Европе, а также барщина и другие повинности в пользу феодала.

## Этимология
В Энциклопедическом словаре Брокгауза и Ефрона указано, что греческим словом αγγαρεία означается служба конных курьеров — ангаров. В некоторых других дореволюционных изданиях слово «ангария» возводили к лат. angarius — «верховой вестник».
Согласно Большой советской энциклопедии, лат. angaria и др.-греч. αγγαρεία происходят от пехл. «ангирд» — «конный гонец». Советская историческая энциклопедия в качестве первого значения для слова «ангария» приводит: «В персидском государстве Ахеменидов царский конный гонец», и этому вторят некоторые современные словари иностранных слов.

## История и описание
Ангарией в Римской империи называлась возложенная на обывателей, в особенности провинциальных, повинность выставлять на государственные дороги лошадей и носильщиков для нужд правительства. То же самое требовалось в случае путешествия императора и его свиты.
При дальнейшем своем развитии эта повинность включала всяческое содействие правительственным транспортам и была распространена и на такие случаи, когда транспорты эти направлялись и не по государственным дорогам. Эта дополнительная повинность (сверх ангарии) поставлять вьючный скот для государственных перевозок называлась парангарией.
В Средние века ангариями именовались всевозможные дорожные и ямские повинности, безразлично, отбывались ли они в интересах государства или же были установлены в пользу частных лиц. Под ними подразумевали, наконец, и всякого рода барщину, иногда даже трёхмесячную подать, потому что последняя напоминала собой частный оброк, а, может быть, и потому, что она отчасти служила денежным эквивалентом для работ и тягостей, которые раньше отбывались в натуре.